# Adam Wild
Adam Wild è un personaggio immaginario protagonista della omonima serie a fumetti di genere avventuroso edita dalla casa editrice Bonelli. la serie è stata ideato da Gianfranco Manfredi ed è stata pubblicata dal 2014 al 2016.

## Storia editoriale
La serie, le cui copertine sono realizzate da Darko Perović, vede la collaborazione sia di disegnatori già all'opera su altre pubblicazioni Bonelli, come Alessandro Nespolino, autore cui è stata affidata la realizzazione grafica del personaggio protagonista, che di fumettisti alla prima esperienza con la casa editrice milanese, si svilupperà in albi che verranno pubblicati a cadenza mensile, dall'ottobre del 2014 e che avranno come ambientazione l'Africa centro-meridionale e cronologicamente sono collocate nel XIX secolo.

## Trama
Nell'Africa di fine 1800 un avventuriero di origini scozzesi di nome Adam Wild accompagna il conte italiano Narciso Molfetta nei luoghi visitati dall'esploratore David Livingstone, ma nel farlo difenderà e libererà tribù africane dagli schiavisti. Nel corso delle sue avventure percorrerà l'Africa dal nord al sud e arriverà anche a Londra, in Inghilterra.

## Biografia del personaggio
Adam Wild: un esploratore scozzese, membro della Royal Geographical Society. Ha un carattere ribelle e anticonformista, ma è anche spiritoso e altruista con chiunque abbia subito un'ingiustizia. Detesta gli schiavisti e per combatterli è disposto a usare qualunque mezzo. È fidanzato con Amina, che incontra dopo averla liberata da una nave negriera. Ha un profondo legame d'amicizia con il conte Molfetta, anche se spesso i due litigheranno sul da farsi. Indossa di norma una camicia rossa sotto una casacca arancione e pantaloni blu a righe. Porta sempre gli stivali e un cinturone cui è attaccata una pistola. Il suo viso ricorda molto quello di Sean Connery da giovane, mentre i suoi baffi caratteristici lo fanno assomigliare a Errol Flynn, Clark Gable e Douglas Fairbanks

## Comprimari
Narciso Molfetta: un conte italiano, nato a Roma e cresciuto in Vaticano sotto l'ala di suo zio Cornelio. Partito per l'Africa a causa della sua passione per gli scritti di Livingstone, assume Adam come guida e lo finanzia, così quest'ultimo lo porterà con sé in tutte le sue avventure. Indossa gli abiti di un esploratore e porta anch'egli i baffi come Adam. Spesso cavalca una zebra per spostarsi. La sua arma preferita è un bastone animato che porta sempre con sé. Spiritoso e sarcastico, all'apparenza sembra egoista ma in realtà è generoso e altruista.
Amina: una Principessa Bantu, all'inizio imprigionata per essere poi venduta come schiava, viene liberata da Adam, che diventa il suo fidanzato. Lui le dona una collana di denti, che sarà restituita quando si incontreranno nella Piana dello Ngorongoro. Combatte usando tattiche di guerra delle tribù africane, cioè con lo scudo e la lancia, ma con grande agilità. È molto abile nella caccia a vari animali, dal rinoceronte al leone, e si comporta da vero leader. 
Sam: un americano, grande amico di Adam e soprattutto di Makibu. Indossa sempre un berretto di lana e un maglione. La sua arma preferita è il fucile. 
Makibu: ex-schiavo liberato da Adam a Zanzibar e grande amico di Sam, durante l'infanzia era stato venduto agli schiavisti arabi da parte dello stregone Osso, che aveva sottomesso la sua tribù. Pertanto, dopo aver lasciato la Piana dello Ngorongoro, sarà aiutato da Adam a ottenere la sua vendetta. Indossa una lunga veste bianca sotto un cappotto nero, e sulla testa porta un copricapo molto simile a un Fès.
Scratch: (dall'inglese to scratch, grattare) comandante del mercantile Vulcan, che porterà Adam e la sua compagnia a Londra e ritorno, è un navigatore esperto, anche se il carico che trasporta non sempre è a norma di legge. Ha l'abitudine di grattarsi la barba, e da qui il nome del personaggio. Una volta giunti a Lagos, si rivelerà essere un uomo dei servizi segreti britannici, incaricato di tenere sott'occhio l'esploratore. Morirà dopo la corsa degli struzzi salvando la vita ad Adam, gettandolo via dalla linea di tiro di un killer dei boeri che voleva assassinare l'esploratore e prendendosi lui stesso l'ago d'acciaio avvelenato. 
Frankie Frost: uno schiavista americano che lavora per i cosiddetti "zoo" del Barnum & Bailey Circus. Oltre a questo, è un astuto bracconiere e uno spietato mercenario, che lavorava - e aveva un rapporto con - Lady Gertrude Winter. È il principale nemico della prima parte della storia, e molte volte riesce a mettere in serio pericolo Adam. Sembra poi venire ucciso dallo scozzese.
Lady Gertrude Winter: una dama londinese, dapprima finanziatrice e amante di Frost per ripicca, poiché prima ancora corteggiava Adam, che però l'aveva disdegnata. Affascinata dall'Africa e dalla caccia, si occupa della posa dei binari per l'Uganda Railway. Dopo il soggiorno di Adam a Londra, nel quale l'esploratore incontra persino la Regina Vittoria, si scopre che lavora in incognito per i servizi segreti britannici sotto il nome di Agente Fall (autunno in inglese) e aiuterà Adam contro le azioni dei boeri.
Ambrose Manning: aristocratico londinese burbero, violento e senza scrupoli (tanto da malmenare i suoi figli e uccidere il suo maggiordomo), viene deriso da Adam alla riunione della Royal Geographical Society e per questo gli giura vendetta. Fatto però arrestare da Narciso, che scopre i suoi delitti, viene condannato a morte assieme al Professor Webster, ma entrambi riescono a sfuggire alla morte (e di prigione) grazie a un veleno che li fa sembrare privi di vita. Inseguiti poi da Narciso e Amina, che scoprono il fatto, riescono a imbarcarsi in tempo e ad andar via dall'Inghilterra. Ritornano poi entrambi in Africa, e partono alla ricerca della città perduta di Odwina, nel deserto del Kalahari. Ambrose sarà l'unico che riuscirà ad arrivare alla vera Odwina, e là incontra Seymour Lax, che gli dà il benvenuto.
Norman Manning: aristocratico londinese, figlio di Ambrose, è iracondo e impaziente. Ha un rapporto di amore-odio con il padre. Dopo la presunta morte del padre e la sua fuga, lui e la sorella si ricongiungeranno al genitore in Africa, e lo lasceranno prima della spedizione per Odwina.
Suzanne Manning: aristocratica londinese, sorella di Norman e figlia di Ambrose, è ingenua e svampita, e s'innamora dapprima di Adam e poi di un africano conosciuto mentre, assieme al fratello, tentavano di raggiungere il padre impegnato nella spedizione per Odwina.
Professor Webster: dapprima presidente della Royal Geographical Society, viene poi condannato per omicidio assieme ad Ambrose Manning, ma entrambi riescono a scappare sia di prigione sia dall'Inghilterra.  Prende parte alla spedizione con Manning padre, ma poco fuori dal pozzo di Odwina viene ucciso da Narciso.
Seymour Lax: misterioso esploratore, amante delle civiltà scomparse. Assiste alla corsa degli struzzi e dopo l'assassinio di Scratch aiuterà Adam contro i boeri. In seguito, con dei soldati parte per catturare Amina, in modo tale da ricattare Adam, ma l'assalto fallisce e Lax viene condotto fino alla Pietra Verde, potente artefatto che discende da Odwina e, quando la tocca, la Pietra sprigiona un vortice di energia che lo risucchia e lo fa scomparire. Si scoprirà poi che è giunto fino alla vera Odwina, dove accoglie Ambrose Manning.

## Pubblicazioni
| Nr. | Titolo                         | Mese di pubblicazione | Soggetto            | Sceneggiatura       | Disegni                                                 | Copertina     |
| --- | ------------------------------ | --------------------- | ------------------- | ------------------- | ------------------------------------------------------- | ------------- |
| 1   | Gli schiavi di Zanzibar        | ottobre 2014          | Gianfranco Manfredi | Gianfranco Manfredi | Alessandro Nespolino                                    | Darko Perović |
| 2   | La carica degli elefanti       | novembre 2014         | Gianfranco Manfredi | Gianfranco Manfredi | Darko Perović                                           | Darko Perović |
| 3   | I diari segreti di Livingstone | dicembre 2014         | Gianfranco Manfredi | Gianfranco Manfredi | Vladimir Krstić - Laci                                  | Darko Perović |
| 4   | L'anello mancante              | gennaio 2015          | Gianfranco Manfredi | Gianfranco Manfredi | Laci                                                    | Darko Perović |
| 5   | La terza luna                  | febbraio 2015         | Gianfranco Manfredi | Gianfranco Manfredi | Antonio Lucchi                                          | Darko Perović |
| 6   | L'incubo della giraffa         | marzo 2015            | Gianfranco Manfredi | Gianfranco Manfredi | Paolo Raffaelli                                         | Darko Perović |
| 7   | Fuori dal paradiso             | aprile 2015           | Gianfranco Manfredi | Gianfranco Manfredi | Zoran Tucić                                             | Darko Perović |
| 8   | Il signore delle iene          | maggio 2015           | Gianfranco Manfredi | Gianfranco Manfredi | Stevan Subic                                            | Darko Perović |
| 9   | I giovani leoni                | giugno 2015           | Gianfranco Manfredi | Gianfranco Manfredi | Massimo Cipriani                                        | Darko Perović |
| 10  | Le notti di Mombasa            | luglio 2015           | Gianfranco Manfredi | Gianfranco Manfredi | Giorgio Sommacal                                        | Darko Perović |
| 11  | I demoni del Kilimanjaro       | agosto 2015           | Gianfranco Manfredi | Gianfranco Manfredi | Damjan Stanic Matteo Bussola                            | Darko Perović |
| 12  | L'arca                         | settembre 2015        | Gianfranco Manfredi | Gianfranco Manfredi | Paolo Raffaelli                                         | Darko Perović |
| 13  | Nella giungla metropolitana    | ottobre 2015          | Gianfranco Manfredi | Gianfranco Manfredi | Darko Perović                                           | Darko Perović |
| 14  | Incendio allo zoo              | novembre 2015         | Gianfranco Manfredi | Gianfranco Manfredi | Darko Perović, Marcello Mangiantini e Luca Casalanguida | Darko Perović |
| 15  | Uomini e cinghiali             | dicembre 2015         | Gianfranco Manfredi | Gianfranco Manfredi | Paolo Raffaelli                                         | Darko Perović |
| 16  | Lagos                          | gennaio 2016          | Gianfranco Manfredi | Gianfranco Manfredi | Pedro Mauro                                             | Darko Perović |
| 17  | La suprema catastrofe          | febbraio 2016         | Gianfranco Manfredi | Gianfranco Manfredi | Pedro Mauro                                             | Darko Perović |
| 18  | La corsa degli struzzi         | marzo 2016            | Gianfranco Manfredi | Gianfranco Manfredi | Massimo Cipriani                                        | Darko Perović |
| 19  | La scelta sbagliata            | aprile 2016           | Gianfranco Manfredi | Gianfranco Manfredi | Massimo Cipriani                                        | Darko Perović |
| 20  | Alla ricerca di Odwina         | maggio 2016           | Gianfranco Manfredi | Gianfranco Manfredi | Matteo Bussola Antonio Lucchi                           | Darko Perović |
| 21  | La medusa immortale            | giugno 2016           | Gianfranco Manfredi | Gianfranco Manfredi | Antonio Lucchi                                          | Darko Perović |
| 22  | Zulu                           | luglio 2016           | Gianfranco Manfredi | Gianfranco Manfredi | Ibraim Roberson                                         | Darko Perović |
| 23  | Colenso                        | agosto 2016           | Gianfranco Manfredi | Gianfranco Manfredi | Stevan Subic                                            | Darko Perović |
| 24  | L'alba del novecento           | settembre 2016        | Gianfranco Manfredi | Gianfranco Manfredi | Sinisa Radovic                                          | Darko Perović |
| 25  | La fossa dei diamanti          | ottobre 2016          | Gianfranco Manfredi | Gianfranco Manfredi | Gabriele Parma                                          | Darko Perović |
| 26  | Addio alle armi                | novembre 2016         | Gianfranco Manfredi | Gianfranco Manfredi | Laci                                                    | Darko Perović |